# إرنست ثاير
إرنست ثاير (بالإنجليزية: Ernest Thayer) هو كاتب وشاعر أمريكي، ولد في 14 أغسطس 1863 في لورانس في الولايات المتحدة، وتوفي في 21 أغسطس 1940 في سانتا باربارا في الولايات المتحدة.

## وصلات خارجية
- إرنست ثاير على موقع الموسوعة البريطانية (الإنجليزية)
- إرنست ثاير على موقع ميوزك برينز (الإنجليزية)
- إرنست ثاير على موقع قاعدة بيانات برودواي على الإنترنت (الإنجليزية)
- إرنست ثاير على موقع قاعدة بيانات برودواي على الإنترنت (الإنجليزية)
- إرنست ثاير على موقع إن إن دي بي (الإنجليزية)